# Pagasae
Pagasae (Grieks: Παγασαί) was een havenstad in het oude Griekenland, belangrijk genoeg om haar naam te verlenen aan de "Pagasitische Golf" (Παγασιτικός Κόλπος, een andere naam voor de "Golf van Volos"), waaraan ook de belangrijke havenstad Volos ligt.
Volgens één versie van de beroemde Argonautensage bouwde Jason hier zijn schip, de Argo, en vertrok hij van hier uit op voor zoektocht naar het Gulden Vlies. Ook was het de zetel van een vermaard orakel.
Pagasae diende eerst als haven voor Iolkos (voorloper van het huidige Volos), maar in de 4e eeuw v.Chr. werd het veroverd door het naburige Pherae, waarvan het de haven werd, totdat de gehele omgeving in handen viel van Philippus II van Macedonië. Daarna werd het oude Pagasae gedeeltelijk overvleugeld door de nieuwe stichting Demetrias, en verloor het zijn betekenis.
Demetrias werd in 293 v.Chr. gesticht door Demetrius Poliorcetes en vervolgens bijzonder begunstigd door de Antigoniden, totdat het in 196 v.Chr. in handen viel van de Romeinse veldheer Flaminius. Ten slotte werden in 167 v.Chr. de vestingwerken gedeeltelijk ontmanteld, op bevel van de Romeinse senaat.
Van de ca. 8 kilometer lange wallen van Demetrias blijven nog belangrijke resten zichtbaar, alsook van de agora (met Artemis-tempel), en van een vroegchristelijke basilica. Het antieke theater (nog van Pagasae) ligt vlak bij de plek waar de tirannen van Pherae (Lycophron en zijn opvolgers) hun paleis hadden. Bovendien bleef een deel bewaard van een Romeins aquaduct dat de stad Demetrias van drinkwater moest voorzien.